# Карнеги, Дэвид, 14-й граф Нортеск
Дэвид Джон Макрэ Карнеги, 14-й граф Нортеск (англ. David John MacRae Carnegie, 14th Earl of Northesk; 3 ноября 1954 — 28 марта 2010 — британский наследственный пэр, землевладелец и член Палаты лордов. Он носил титул учтивости — лорд Роузхилл с 1975 по 1994 год.

## Происхождение
Родился 3 ноября 1954 года. Второй сын Роберта Карнеги, 13-го графа Нортеска (1926—1994), и Джин Маргарет Макрэ (? — 1989).

## Политическая карьера
26 января 1994 года после смерти своего отца Дэвид Карнеги унаследовал титулы 14-го графа Нортеска и 14-го лорда Роузхилла и Эглисмаулди (Пэрство Шотландии). Лорд Нортеск стал членом Палаты лордов Великобритании, где сидела на скамьях консерваторов.
Позже он был одним из 92 пэров, избранных, чтобы остаться в Палате после принятия Закона о Палате лордов 1999 года. В Палате лордов он выступал на темы, связанные с гражданскими свободами и конфиденциальностью, и выступал против Закона об удостоверениях личности 2006 года и новых законов об авторском праве в Интернете, таких как те, которые содержатся в Законе о цифровой экономике 2010 года.

## Семья
В 1979 году лорд Нортеск женился на Жаклин Дандас Рид (род. 1956), дочери Дэвида Лорна Дандаса Рида и Элизабет Натт. У супругов было четверо детей:
- Александр Роберт Макрэ Карнеги, лорд Роузхилл (16 ноября 1980 — 31 августа 2001), покончил жизнь самоубийством
- Леди Сара Луиза Мэри Карнеги (род. 29 октября 1982)
- Леди Фиона Джин Элизабет Карнеги (род. 24 марта 1987)
- Леди Софи Маргарет Джин Карнеги (род. 9 января 1990)

В 2001 году его старший ребёнок и единственный сын лорд Роузхилл, пациент психиатрической больницы, выстрелил себе в голову из отцовского пистолета, находясь в отпуске из больницы на семейной ферме в Западном Суссексе. Ему было 20 лет.
Лорд Нортеск умер в возрасте 55 лет от рака и графский титул унаследовал его дальний родственник, Патрик Карнеги, 15-й граф Нортеск. Его освободившееся место в Палате лордов послужило причиной дополнительных выборов наследственного пэра-консерватора, чтобы заменить его.